# Universidade do Zulia
Universidade de Zulia (em castelhano:  La Universidad del Zulia , também conhecida como LUZ), é uma universidade pública cujo campus principal está localizado na cidade de Maracaibo, Venezuela . A LUZ é uma das maiores e mais importantes universidades da Venezuela.

## História
A história da universidade começa quando, em 29 de maio de 1891, foi aprovado um decreto que converteu o Colégio Federal de Maracaibo na Universidade de Zulia, baseado no que era o Colégio Seminário A própria universidade iniciou suas operações em 11 de setembro daquele ano. Seu primeiro reitor foi Francisco Ochoa.
Em 1909, o governo de Cipriano Castro, cujo ministro da Instrução Pública era Eduardo Blanco, ordenou o fechamento da universidade por motivos políticos. A decisão se baseou, entre outros fatores, na concepção educacional particular de Blanco, que defendia que na Venezuela apenas quatro profissões deveriam ser aprendidas no ensino superior: médicos, advogados, engenheiros e teólogos .
A LUZ permaneceria fechada até 1º de outubro de 1946. Este evento é conhecido como La Reapertura. O primeiro reitor após a reabertura foi Jesús Enrique Lossada.

## Estrutura
A universidade oferece os seguintes programas de graduação:
- Escola de Agronomia
  - Agronomia
- Escola de Arquitetura e Design
  - Arquitetura
  - Design gráfico
- Escola de Artes
  - Belas-Artes
  - Baile
  - Teatro
  - Artes visuais
  - Música
  - Museologia
- Faculdade de Odontologia
  - Odontologia
- Faculdade de Economia e Ciências Sociais
  - Administração de Empresas
  - Contabilidade
  - Sociologia
  - Economia
- Escola de engenharia
  - Engenharia Civil
  - Engenharia elétrica
  - Engenharia Geodésica
  - Engenharia Industrial
  - Engenharia de petróleo
  - Engenheiro químico
  - Engenharia Mecânica
- Escola de Humanidades e Educação
  - Literatura
  - Filosofia
  - Ciência da Informação
  - Jornalismo
  - Educação
- Faculdade de Direito e Ciência Política

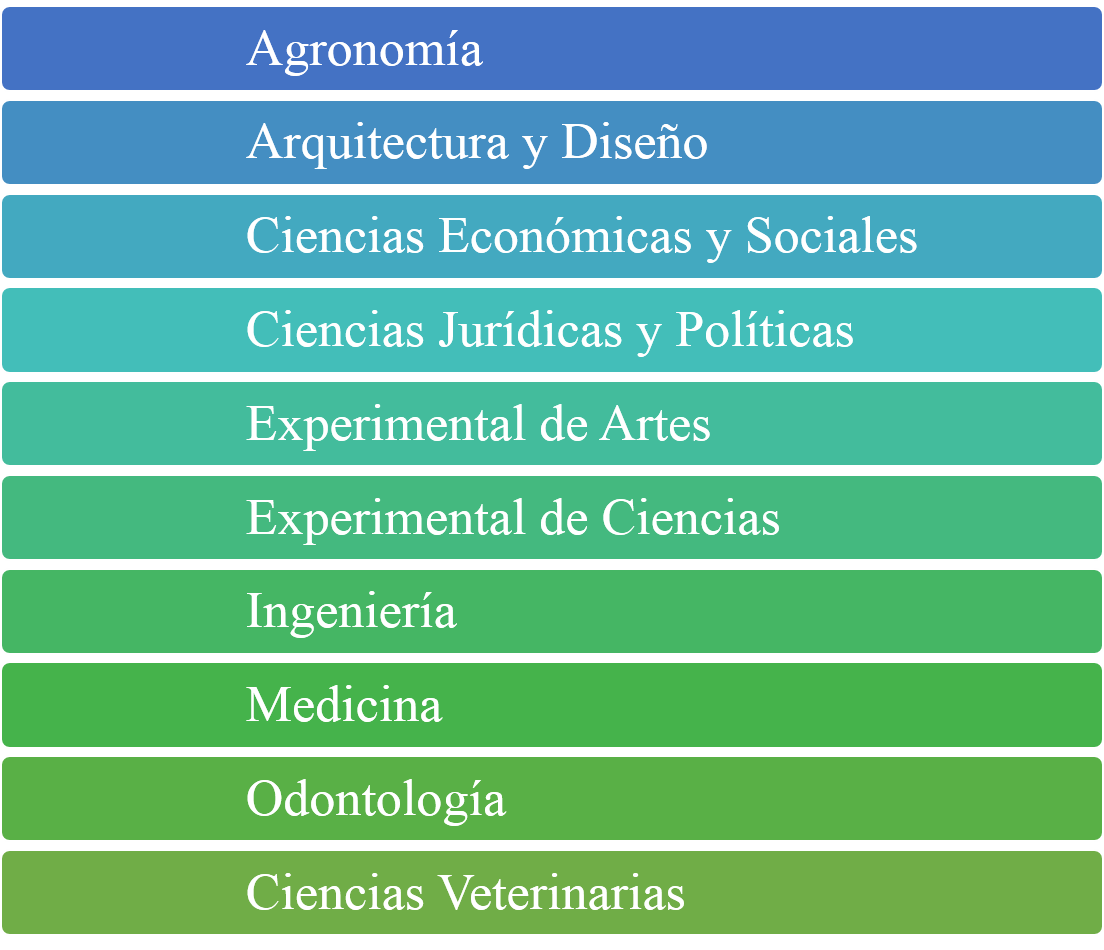
Faculdades de LUZ (nome oficial das matérias em castelhano)

  - Direita
  - Trabalho social
  - Ciência Política
- Faculdade de Medicina
  -  Faculdades de LUZ (nome oficial das matérias em castelhano) Bioanálise
  - Enfermagem
  - Medicina
  - Nutrição
- Faculdade de Ciência
  - Biologia
  - Ciência da Computação
  - Física
  - Matemática
  - Química
  - Antropologia
- Faculdade de Medicina Veterinária
  - Veterinária